# Hugó francia társkirály
Hugó (fr.: Hugues de France), (1007 – 1025. szeptember 17.) 1017-től francia társkirály.

## Élete
Hugo 1007-ben jött világra, II. Róbert francia király és harmadik felesége, Arles-i Konsztanca provence-i grófnő második gyermekeként és első fiaként. A szülők 1001-ben házasodtak össze.
Hugó anyai nagyszülei: I. Vilmos, Provence grófja és Anjou Adelheid Blanka grófnő voltak.
1017. június 9-én vagy 19-én az akkor körülbelül 10 esztendős Hugót apja kérésére Franciaország társkirályává koronázták, akárcsak 987. december 30-án az akkor 15 éves II. Róbertet, aki pedig saját édesapja, Capet Hugó társuralkodója volt annak 996. október 24-én bekövetkezett haláláig.
Rodulfus Glaber krónikaíró szerzetes, az ifjú király egyik kortársa túláradó elismeréssel dicséri Hugó jellemvonásait: „Pennám nem fejezheti ki eléggé (Hugó) nagyságát és jól megmutatkozó, kiváló kvalitásait, ő mindenben jobb volt, még a legjobbaknál is. Egyetlen gyászdal sem tudja jól bemutatni az ő érdemeit.”
Annak ellenére, hogy Róbert hajlandó volt megosztani kiskorú fiával a hatalmat, Hugó amint elég idős lett, cselszövést kezdett el szervezni édesapja félreállítása érdekében. Miközben ezt az összeesküvést készítette elő, halálos balesetet szenvedett Compiègne-ben, amikor lova ledobta őt a hátáról 1025. szeptember 17-én. Csupán 18 évet élt. Nem nősült meg, és gyermeke sem született, így az ország új trónörököse Hugó legidősebb öccse, Henrik herceg lett, aki I. Henrik néven lépett a trónra, II. Róbert halála után, 1031. július 20-án, 23 évesen.
Hugót St. Corneille-ben temették el. Habár a francia királyok névsorában őt is jelölik, méghozzá II. Hugóként, a történészek csak ritkán sorolják őt is az ország egykori uralkodói közé.

## Hugó testvérei
Hugónak három fiú- és három lánytestvere volt.
- Hedvig (1003 környékén – 1063), Auxerre grófnője, aki hozzáment I. Rajnald nevers-i grófhoz 1016. január 25-én, akitől öt gyermeke (Vilmos, Henrik, Guy, Róbert és Adelheid) született, négy fiú és egy leány.
- Henrik (1008. május 4 – 1060. augusztus 4.), a későbbi I. Henrik francia király, aki háromszor nősült: első felesége Matilda német-római császári hercegnő, második felesége Frízia-i Matilda őrgrófnő, a harmadik pedig Kijevi Anna nagyhercegnő volt. Első házasságából nem született gyermeke, második hitvese egy ismeretlen nevű leánygyermeket szült, aki csak három évet élt, Anna viszont négy örököst (Fülöp, Emma, Róbert és Hugó) is szült férjének házasságuk 9 éve során.
- Adél (1009 – 1079. január 8.), Contenance grófnője, aki kétszer is férjnél volt. Első hitvese III. Richárd normandiai herceg lett, akitől nem született gyermeke. Másodjára V. Boldvin flandriai gróf lett a férje, akitől már három gyermeke (Boldvin, Matilda és Róbert) is született házasságuk 39 éve során.
- Konstanca (1009–1052) valószínűleg Adél ikertestvére volt, ő Manasses de Dammartin grófhoz ment hozzá.
- Róbert (1011 – 1076. március 21.), ő I. Róbert néven Burgundia hercege lett, és kétszer is megnősült. Első hitvese Semuri Helie lett, aki öt örökössel (Hugó, Henrik, Róbert, Simon és Konsztanca) ajándékozta meg férjét, másodszorra pedig Anjou Ermengarde grófnőt vette feleségül, akitől egy leánya született, Hildegárd.
- Odo vagy Eudész (1013 – 1056 körül): őróla csak annyit lehet tudni, hogy valószínűleg szellemileg terhelt lehetett. Azután halhatott meg, hogy bátyja, I. Henrik 1054-ben sikertelenül próbálta meghódítani Normandiát.

Hugónak született még egy házasságon kívüli féltestvére (Rudolf, Bourges későbbi püspöke) is, II. Róbert egyik ismeretlen nevű szeretőjétől.